# 김현정 (피겨스케이팅 선수)
김현정(1992년 10월 31일 ~ )는 대한민국의 피겨 스케이팅 선수로, 2008, 2009 한국선수권 은메달리스트이다. 2009 4대륙에서는 121.64로 14위를 차지했으며, 2009 트리글라브 트로피 시니어 부문 동메달, 2009 환태평양 대회 피겨스케이팅 주니어 부문에서 금메달을 획득하였다. 현재는 피겨스케이팅 코치 활동하고 있다.

## 기본정보
- 신장: 152cm
- 코치: 지현정
- 안무가: 질 하베이, 제니퍼 로빈슨
- ISU 공인최고기록
  - 쇼트프로그램: 45.19 (2008 세계주니어선수권)
  - 프리스케이팅: 80.00 (2009 4대륙선수권)
  - 개인종합점수: 121.64 (2009 4대륙선수권)

## 학력
- 서울송파초등학교
- 방산중학교
- 수리고등학교
- 이화여자대학교

## 스케이팅 기술
트리플 토룹(3T), 트리플 살코(3S), 트리플 플립(3F)을 구사할 수 있다.

## 경기결과
| 경기                      | 2006-2007 | 2007-2008 | 2008-2009 | 2009-2010 |
| ------------------------- | --------- | --------- | --------- | --------- |
| 4대륙선수권               |           |           | 14        |           |
| 세계주니어선수권          |           | 14        |           |           |
| 한국선수권                | 2 J.      | 2         | 2         | 7         |
| 트리글라브 트로피         |           |           | 3         |           |
| 환태평양 대회             |           |           |           | 1 J.      |
| 주니어 그랑프리, 스페인   |           |           | 10        |           |
| 주니어 그랑프리, 이탈리아 |           |           | 20        |           |
| 주니어 그랑프리, 루마니아 |           | 9         |           |           |
| 주니어 그랑프리, 독일     |           | 18        |           |           |
| 주니어 그랑프리 선발전    | 8         |           | 3         |           |
| 회장배 랭킹대회           | 2         | 3         | 4         | 9         |

- J = 주니어

## 같이 보기
- 김연아
- 윤예지
- 곽민정